# 余野川発電所
座標: 北緯34度51分51秒 東経135度26分32秒 / 北緯34.864196度 東経135.442359度 余野川発電所は、現在の大阪府池田市伏尾町付近にかつて存在した水力発電所である。出力130kW。
1922年(大正11年)、神崎川水系の余野川に箕面有馬電気軌道によって設けられ、1970年(昭和45年)に廃止された。戦時の電力統制によって移管され、廃止時は関西電力保有の発電所であった。 発電所は余野川の右岸にあった。2017年（平成29年）現在、対岸の摂丹街道(国道423号線)上に、阪急バスの「発電所前」バス停がある。かつては余野川にかかる吊り橋でバス停から発電所跡に向かうことができたが現在は撤去されている。